# Бугры (город)
Бугры́ — город во Всеволожском районе Ленинградской области, административный центр Бугровского городского поселения.

## История
Земли, на которых расположилось поселение, упоминаются в 1500 году в Писцовой книге Водской пятины, согласно которой были приписаны к Корбосельскому Воздвиженскому погосту Ореховского уезда.
На топографической карте Санкт-Петербургской губернии Ф. Ф. Шуберта 1834 года усадьбы «Бугры» ещё нет, но уже есть дорога, проложенная к месту усадьбы.
На подобной карте 1855 года нанесена мыза Бугры купца Загамели; обозначены усадебные постройки: рига, сарай, колодезь. Обозначена она и на картах 1860 года и 1885 годов.
В 1866—1867 годах временнообязанные крестьяне мызы Бугры выкупили свои земельные наделы у Ф. А. Нелидова и стали собственниками земли.

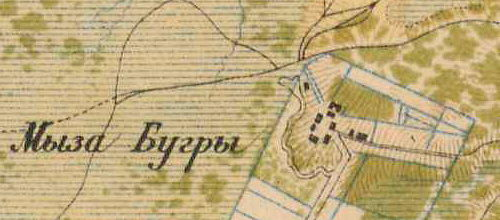
План мызы Бугры. 1885 год

Согласно материалам по статистике народного хозяйства Санкт-Петербургского уезда 1891 года мыза Бугры площадью 80 десятин принадлежала дворянке М. Р. Трегубовой, мыза была приобретена в 1881 году за 18 000 рублей.
По данным 1896 года здесь существовала усадьба, которая «числилась за Нелидовым и Штритером».

БУГРЫ — владельческая усадьба на собственной земле при Муринском просёлочном тракте 1 двор, 11 м. п., 9 ж. п., всего 20 чел. смежно с деревней Лаврики. (1896 год)

На территории усадьбы был разбит парк, часть которого в городе сохранилась до настоящего времени. В парке были проложены каналы, где гости владельца, а затем дачники катались на лодках. Бугровская дорога связывала усадьбу с владением Воронцовых — Мурино.
В конце XIX — начале XX века Бугры административно относились к Муринской волости 3-го стана Санкт-Петербургского уезда Санкт-Петербургской губернии.
В «Памятной книжке Санкт-Петербургской губернии» за 1905 год сказано:

Бывшее Штритер, Германа Ермолаевича, почётного гражданина, перешло в собственность разных лиц в числе 400, имение Бугры, 80 десятин.
— С. 375
На карте 1909 году упомянута мыза Бугры.
На карте 1914 года Бугры обозначены как небольшой дачный посёлок. В нём тогда действовала одноклассная церковно-приходская школа, учителем была М. Морозова.
Фактическое возникновение современного города можно отнести к 1920-м годам. Согласно переписи населения СССР 1926 года:

БУГРЫ — посёлок Муринского сельсовета Токсовской волости Ленинградского уезда, 13 хозяйств, 41 душа.

Из них: русских — 11 хозяйств, 35 душ; ингерманландцев — 1 хозяйство, 2 души; эстов — 1 хозяйство, 4 души. (1926 год)

В начале 1930-х годов на территории Бугров был организован колхоз «Молодой пахарь», председателем которого стал Иван Иванович Рийконен (Ригонен). Колхоз был знаменит: его продукция ежегодно представлялась в Москве на Выставке достижений народного хозяйства. В полях на открытом грунте здесь выращивали белокочанную капусту, морковь, свёклу, огурцы, помидоры. Колхоз имел большой фруктовый сад и пасеку, в довоенный период в нём активно развивали животноводство.

Посёлок совхоза «Бугры» на карте 1939 года

«БУГРЫ» — посёлок совхоза Муринского сельсовета Парголовского района, 643 чел. (1939 год)

Ещё до войны здесь был построен совхозный клуб, где показывали фильмы и по выходным организовывали танцы. В парке на месте бывших каналов долгое время сохранялся пруд, в котором жители купались, по берегам были устроены дорожки и стояли скамейки.
Во время Великой Отечественной войны в Буграх размещалась женская стрелковая бригада 472-го отдельного Краснознамённого радиодивизиона, участвовавшая в обороне Ленинграда. Девушки-радистки предупреждали о налётах вражеской авиации на блокадный город. В парке сохранилась землянка, откуда радистки вели наблюдение за подлётом бомбардировщиков к северной окраине города. В этой землянке при бомбёжке погибли две девушки-радистки. На её месте 9 мая 2005 года установлена мемориальная доска в память о связистках-разведчицах.
В бывшем барском доме Бугровского имения в 1947 году была организована начальная школа, на горе при въезде в Бугры (на месте дома № 6 по улице Полевая). Школа состояла из двух помещений, где дети учились в две смены. В одной комнате сразу занимались два класса — первый и третий, в другой — второй и четвёртый. Наверху, во флигеле жила заведующая школой Инденбаум Ольга Рафаиловна — с 1947 по 1960 годы. В пятый класс дети ходили учиться в Мурино, где была семилетняя школа.
В 1950 году население составляло 832 человека.
В 1958 году — 300 человек.
В 1961 году в посёлке была построена новая двухэтажная средняя школа, а 1 сентября 1988 года она переехала в новое современное трёхэтажное здание в центре посёлка.
По данным 1966 и 1973 годов посёлок Бугры входил в состав Муринского сельсовета.
23 октября 1989 года был образован Бугровский сельсовет, в состав которого вошли: посёлок Бугры и деревни Капитолово, Корабсельки, Мендсары, Мистолово, Порошкино, Савочкино, Сярьги и Энколово, общей численностью населения 4457 человек. В самом посёлке Бугры проживали 3163 человека.

### Современность
В 1997 году в посёлке Бугры Бугровской волости проживали 3938 человек, в 2002 году — 4739 человек (русские — 89 %).
14 января 2010 года в посёлке открылся первый в России гарнизонный храм Августовской иконы Пресвятой Богородицы.
18 июня 2024 года, на основании закона Ленинградской области № 66-оз «Об административно-территориальных преобразованиях во Всеволожском муниципальном районе Ленинградской области в связи с изменением категории населенного пункта Бугры и о внесении изменений в отдельные областные законы» от 08.06.2024, посёлок Бугры был преобразован в город и получил соответствующий статус.

## География
Город расположен в западной части района на автодороге А118 КАД Санкт-Петербурга. Непосредственно примыкает к северной границе Санкт-Петербурга в районе примыкания к КАД проспекта Культуры. На востоке граничит с городом Мурино.
Рельеф местности холмистый — город расположен на пяти холмах (буграх), откуда, возможно, и происходит его название Бугры — от финского Pukrankylä (pukra — бугор, холм, kylä — деревня). С топонимом Бугры связано название одной из магистралей Выборгского района — Дорога в Бугры (ныне части проспектов Тихорецкого и Культуры).
С запада и востока территорию города окружали болота, которые при советской власти были частично осушены и превращены в совхозные поля. Через территорию сельского поселения протекает река Охта (Медвежья река), одна из самых больших рек Всеволожского района.
Расстояние до ближайшей железнодорожной станции Кузьмолово — 5 км.

## Демография
| 2002 | 2007  | 2010  | 2017  | 2021    | 2025    |
| ---- | ----- | ----- | ----- | ------- | ------- |
| 4739 | ↘4615 | ↗6154 | ↗9185 | ↗22 428 | ↗34 617 |

Национальный состав
Согласно данным Всероссийской переписи населения 2021 года в городе проживали 22 248 человек, из них:
 русские — 15 941, украинцы — 211, армяне — 190, узбеки — 156, таджики — 143, татары — 138, белорусы — 117, азербайджанцы — 35, грузины — 32, чуваши — 27, калмыки — 26, казахи — 23, молдаване — 18, аварцы — 17, киргизы — 17, евреи — 15, башкиры — 14, табасараны — 12, немцы — 11, удмурты — 8, коми — 7, лезгины — 7, карелы — 6, кумыки — 6, корейцы — 6, осетины — 6, финны-ингерманландцы — 6, марийцы — 5, мордва — 5, казаки — 5, тувинцы — 5, якуты — 5, абхазы — 4, арабы — 4, болгары — 4, буряты — 4, ингуши — 4, поляки — 4, туркмены — 4, чеченцы — 4, вепсы — 3, кабардинцы — 3, коряки — 3, крымские татары — 3, французы — 3, эстонцы — 3, румыны — 2, турки — 2, абазины — 1, алтайцы — 1, британцы — 1, греки — 1, итальянцы — 1, китайцы — 1, коми-пермяки — 1, лакцы — 1, литовцы — 1, мордва-эрзя — 1, рутульцы — 1, саамы — 1, ханты — 1, другие национальности — 470 человек, остальные национальность не указали.

## Экономика
- Совхоз «Бугры»
- Завод по производству модульных щитовых и рубленых домов компании «Scandic Construction».
- В 2006 году в северо-западной части посёлка (у пересечения Кольцевой автомобильной дороги и проспекта Энгельса) открыт торговый комплекс «МЕГА-Парнас» (второй в Ленинградской области).
- Рядом с КАД открыт гипермаркет «Ашан»[29].
- Рядом с КАД открыт гипермаркет «Лента»[30].
- ФИННКОЛОР-БАМ — лаки, краски — продажа, производство.
- ЗАО «Строительная Корпорация „Северо-Запад“», пос. Бугры, Гаражный проезд, д. 1.
- ЗАО «НПО Флейм».

## Транспорт
В 10—15-минутной транспортной доступности от города Бугры находятся четыре станции метрополитена:  «Парнас», «Проспект Просвещения»,  «Гражданский проспект», «Девяткино».
Близ города расположен выезд на КАД.
Через город проходят автобусы следующих маршрутов:
- № 99 улица Жени Егоровой — Бугры
- № 247  «Гражданский проспект» — Юкки-2
- № 399  «Площадь Мужества» — Бугры
- № 413  «Проспект Просвещения» — Токсово
- № 441  «Проспект Просвещения» — Бугры, ЖК «Новые Горизонты»
- № 665  «Девяткино» — Бугры, Тихая улица
- № 667  «Девяткино» — ЖК Энфилд
- № 670  «Девяткино» — СНТ «Грузино-8»
- № 679  «Девяткино» — Сарженка
- № 680  «Девяткино» — Сярьги
- № 885  «Девяткино» —  «Парнас»

## Фото

Памятник радисткам в городе Бугры
Храм Августовской иконы Пресвятой Богородицы
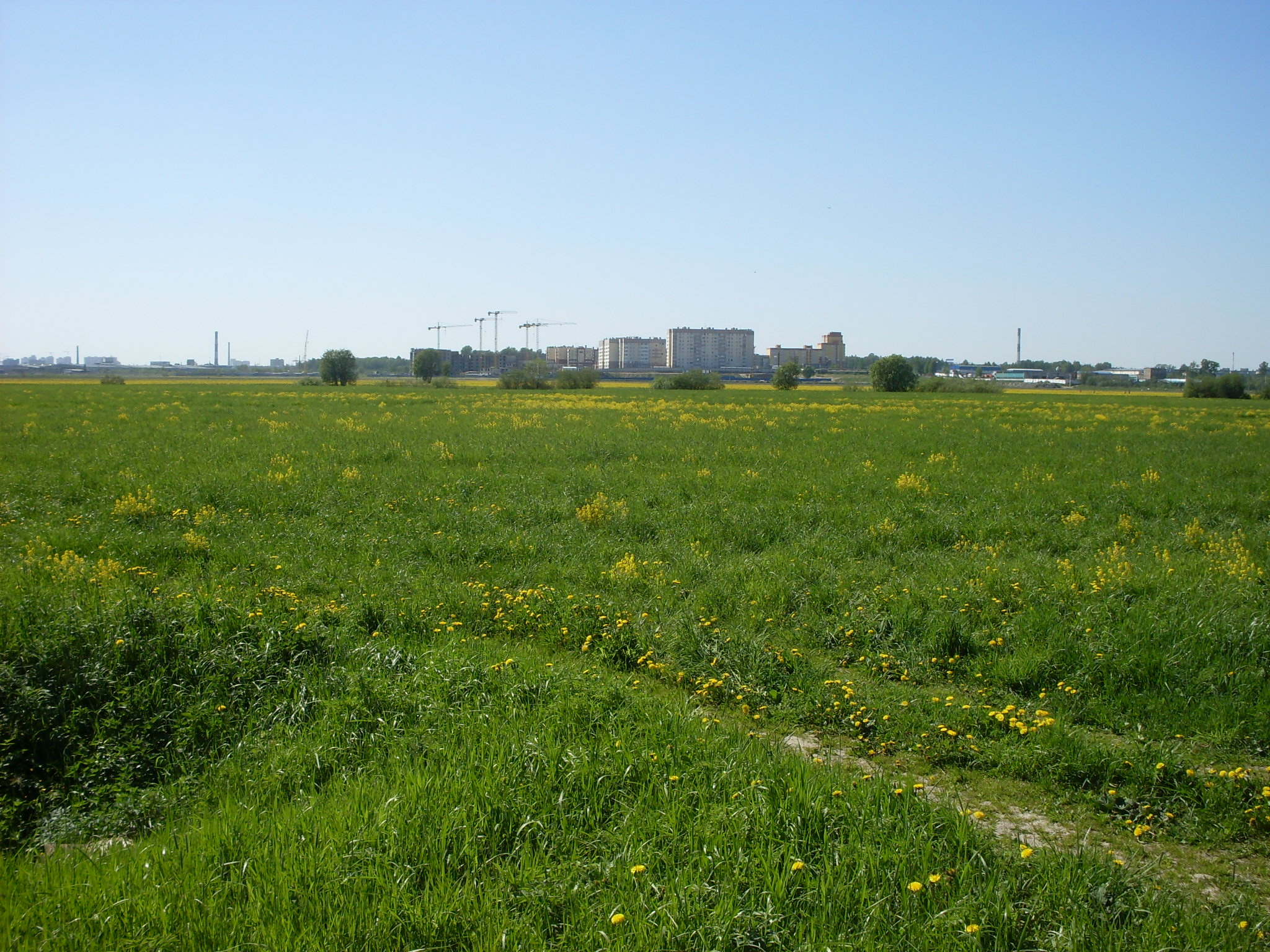
Вид на Бугры

## Известные уроженцы
- Баранова, Любовь Владимировна (1929—2015) — олимпийская чемпионка (1956), 4-кратная чемпионка мира, 16-кратная чемпионка СССР по лыжным гонкам, завоевала первую в истории советского спорта золотую медаль зимних Олимпийских игр.

## Улицы
2-й Гаражный проезд, Английская, Безымянная, Воронцовский бульвар, Гаражный проезд, Зелёная, Клубный переулок, Любови Барановой, Нижняя, Новая, Новостроек, аллея Ньютона, Парковая, Петровский бульвар, Полевая, Садовая, Средний переулок, Тихая, Торговая, Чайная, Шекспира, Школьная, Шоссейная, Южная.